# A Tus meg a dán
A Tus meg a dán (Douche and a Danish) a South Park című amerikai animációs sorozat 272. része (a 20. évad 5. epizódja). Elsőként 2016. október 19-én sugározták az Egyesült Államokban. Magyarországon a magyar Comedy Central 2016. november 3-án mutatta be.
Az epizód főként Donald Trump 2016-os amerikai elnökválasztási kampányában tett nőellenes kijelentéseire reflektál, valamint a szexuális zaklatással kapcsolatos vádakra.

## Cselekmény
|  | Alább a cselekmény részletei következnek! |

Háború tör ki a fiúk és a lányok közt, amit Cartman és Heidi Turner állítanak le, mindenki őszinte döbbenetére. Ezalatt a dánok közösségi adományokat kérnek szerte a világon ahhoz, hogy megépíthessék a szuperszámítógépüket, amely aztán alkalmas lehet valamennyi troll leleplezésére. Cartman és Heidi azt javasolják, hogy ők is tegyenek valamit ennek a nemes célnak az érdekében: a fiúk és a lányok közösen készítsenek dán süteményeket a dánokért. Ezalatt a trollok, Geralddal az élen, azon vannak, hogy leállítsák a dánokat. Gerald azt javasolja, hogy fogjanak össze, és trollkodjanak egy egész országgal, Dániával szemben, és így ugrasszák őket egymásnak. Ő és LucskosDildó el is kezdik beállítani a számítógépeket Gerald szobájában, majd elkezdik a tömeges trollkodást. Másnap be is kerül a hírekbe, hogy az álhír, miszerint a dán LEGO cégnek köze van az Iszlám Államhoz, hatalmas káoszt okozott az interneten. Mivel nem akarják etetni a trollokat, az egész ország úgy dönt, hogy egységesen kivonul az internetről. Ennek következtében az iskolában újra egymásnak ugranak a fiúk és a lányok. Cartman és Heidi (akik már nincsenek fenn az interneten) küldenek egy VHS-kazettát a dánoknak (akik szintén nincsenek fenn a neten), amiben Heidi azt állítja, hogy vissza tudja fejteni, hogy kiktől indult az előző esti trollkodás.
Mr. Garrison ezalatt azt a tanácsot kapja, hogy kerülje a nőkre tett megjegyzéseket, mert azzal sok szavazót veszíthetnek. Ennek hatására úgy dönt, hogy a következő kampányrendezvényén sértegetni fogja a nőket, ami a férfiaknak tetszik, de a nők tömegesen hagyják ott őt. Garrison elégedett, amiért bezuhant a népszerűsége, de a kampánytanácsadói szerint a szavazói ettől bedühödtek, és neki kell közölnie velük, hogy nem akar semmit sem tenni ez ellen. Mikor kiáll eléjük, azt mondja nekik, hogy úgysem nyerhetne, mert az egész eleve egy kamu, és ő ezt a kezdetektől tudta. A szavazói erre bedühödnek és lázadásokba kezdenek, mert átverte őket. Váratlanul megjelenik az általános iskolában és pánikba esve újra oktatni kezd, mintha mi sem történt volna - de a kampánystábja eljön érte és közli, hogy felelősséget kell vállalnia a tetteiért. Elmenekül előlük és betéved Randyék függőségekről szóló körébe. Randy odadob neki egy memóbogyót, és közli, hogy ez az oka, ami miatt annyi ember akarja őt elnöknek, és hogy valahogy köze van az egészhez J.J. Abrams-nek és a Star Wars VII. epizódjának.

„Egyszer minden nagy birodalom eljut arra a pontra, amikor a visszalépés jobb ötletnek tűnik az előrehaladásnál. A gyorsan változó világban az ember a régi szép idők után sóvárog, amikor az élet egyszerűbbnek tűnt. De ez nem jelenti, hogy a régi ideák ma is jók volnának. Az országnak szembe kell néznie a rideg valósággal. Az új Star Wars nem olyan jó, mint amilyennek mindenki hitte. Látszólag talán jó dolog újra feldolgozni a múltat, amit szerettünk, de akkor nincs miből erőt meríteni. Amikor egy civilizáció elér egy bizonyos méretet, elkezd lustulni. Ilyenkor jönnek a memóbogyók. Ami nem új dolog, már a Római Birodalomban is léteztek. Amikor már túl sok római evett memóbogyót, megállt a növekedés. Mindenki ült a babérjain és folyamatosan nosztalgiázott. Mindenki szeretne visszatérni a gyerekkorába. Az egyszerű világlátásba, hogy egy nagy ember megvédhet minket. És egy vadonatúj Star Wars helyett a régit akarjuk - újra feldolgozva és a pocinkba tömve.”

– Randy Marsh

## Érdekességek
- Mr. Garrison a kampányrendezvényén úgy beszél, mintha stand up komikus lenne. Cigarettával a kezében mond válogatott trágárságokat, és tesz nőellenes megjegyzéseket, rendkívül hasonlóan ahhoz, mint ahogy Andrew Dice Clay lépett fel a nyolcvanas évek végén.

## Fordítás
Ez a szócikk részben vagy egészben  a   Douche and a Danish című angol Wikipédia-szócikk ezen változatának fordításán alapul.  Az eredeti cikk szerkesztőit annak laptörténete sorolja fel. Ez a jelzés csupán a megfogalmazás eredetét és a szerzői jogokat jelzi, nem szolgál a cikkben szereplő információk forrásmegjelöléseként.